# フラグシップ (ゲーム会社)
株式会社フラグシップ（FLAGSHIP Co., Ltd.）は、かつて存在したコンピューターゲーム開発会社。株式会社カプコンの完全子会社であった。シナリオ制作を中心としたゲームソフトの企画・開発を行っていた。ゲームシナリオ制作会社としては最初期の企業とされる。
1997年4月24日に、当時、カプコンに在籍していた岡本吉起によって設立された。カプコンの子会社で、当初は任天堂やセガなども出資していたが、後に資本を引き上げ、カプコンの完全子会社となった。
カプコンが手がける『バイオハザード』シリーズなどのほか、任天堂の『ゼルダの伝説』シリーズや『星のカービィ』シリーズなど、カプコン以外のタイトルにも携わっている。制作には、東映の特撮に関わった脚本家やデザイナーが多く関わっていた。ゲーム以外でもシナリオ執筆を手掛けたことがあり、岡本によれば映画『バイオハザード』（シリーズ1作目）は、クレジット上はポール・W・S・アンダーソンが脚本を手掛けたことになっているが、実際にはフラグシップで脚本を書いたという。
2007年6月1日に、カプコンに吸収合併される形で解散した。解散後は1998年創業のシナリオ工房 月光が最古参となっている。

## 主な開発参加作品
1998年
- バイオハザード2（カプコン）

2000年
- エルドラドゲート（カプコン）

2001年
- 鬼武者（カプコン）
- ゼルダの伝説 ふしぎの木の実（任天堂）
- バイオハザード CODE:Veronica（カプコン）
- バウンティハンターサラ ホーリーマウンテンの帝王（カプコン）
- デビルメイクライ（カプコン）

2002年
- クリティカル バレット 7th TARGET（カプコン）
- バイオハザード0（カプコン）
- クロックタワー3（カプコン）

2003年
- ガンサバイバー4 バイオハザード HEROES NEVER DIE（カプコン）
- ゼルダの伝説 神々のトライフォース&4つの剣（任天堂）
- 鬼武者タクティクス（カプコン）

2004年
- 星のカービィ 鏡の大迷宮（任天堂）
- 探偵 神宮寺三郎 KIND OF BLUE（ワークジャム）シナリオ
- スーパーロボット大戦MX（バンプレスト）構成・脚本制作協力
- ファイアーエムブレム 聖魔の光石（任天堂）
- A3（ガンホー・オンライン・エンターテイメント）イベントシナリオ
- ゼルダの伝説 ふしぎのぼうし（任天堂）

2005年
- TANTRA（ガンホー・オンライン・エンターテイメント）イベントシナリオ

2006年
- 星のカービィ 参上! ドロッチェ団（任天堂）

## 主なメンバー（現在・過去含めて）
- 竹本拓穂（プロデューサー）
- 杉村升
- 曽田博久
- 上原正三
- 高久進
- 宮下隼一
- 鈴木康之
- 吉田伸
- 酒井直行
- 鷺山京子
- 辻理
- 三ツ村鐵治
- 野口竜
- 北千里[6]
- いしぜきひでゆき